# Destiny Turns on the Radio
Pour les articles homonymes, voir On the radio.
Pour plus de détails, voir Fiche technique et Distribution.
Destiny Turns on the Radio est un film américain réalisé par Jack Baran, sorti en 1995.

## Synopsis
Julian Goddard, emprisonné pour braquage de banque, parvient à s'échapper. Il est secouru dans le désert par Johnny Destiny, personnage étrange qui l'emmène à Las Vegas, dans un hôtel appartenant à Harry Thoreau, ancien partenaire de Julian. Celui-ci cherche à reconquérir Lucille, son ex-petite amie, et à retrouver l'argent du braquage. Mais Lucille est désormais la maîtresse de Tuerto, un baron du crime, et Julian va rapidement être recherché par la police et les hommes de Tuerto, tandis que Destiny semble jouer avec les événements. 

## Fiche technique
- Titre original : Destiny Turns on the Radio
- Titre québécois : Un tour de destin
- Réalisation : Jack Baran
- Scénario : Robert Ramsey et Matthew Stone
- Décors : Jean-Philippe Carp
- Costumes : Beverly Kline
- Photographie : James L. Carter
- Montage : Raúl Dávalos
- Musique : J. Steven Soles
- Production : Gloria Zimmerman
- Société de production : Rysher Entertainment et Savoy Pictures
- Société de distribution : Savoy Pictures
- Pays de production : États-Unis
- Langue : anglais
- Format : Couleurs - Dolby Digital
- Genre : Comédie et film de gangsters
- Durée : 102 minutes
- Date de sortie : 
  - États-Unis : 28 avril 1995

## Distribution
- Dylan McDermott : Julian Goddard
- Nancy Travis : Lucille
- James LeGros : Harry Thoreau
- Quentin Tarantino : Johnny Destiny
- James Belushi : Tuerto
- Janet Carroll (en) : Escabel
- David Cross : Ralph Dellaposa
- Richard Edson : Gage
- Bob Goldthwait : M. Smith
- Barry Shabaka Henley : Dravec
- Lisa Jane Persky : Katrina
- Tracey Walter : Pappy
- Allen Garfield : Vinnie Vidivici

## Accueil
Le film a été un cuisant échec commercial, ne rapportant aux États-Unis qu'un peu plus de 1 000 000 $ au box-office.
Il n'obtient que 13 % de critiques favorables, avec un score moyen de 2,7/10 et sur la base de 16 critiques collectées, sur le site internet Rotten Tomatoes.